# Zee Cine Award/Bester Schurke
Der Zee Cine Award Best Actor in a Negative Role (Bester Schurke) ist eine Kategorie des indischen Filmpreises Zee Cine Award, der seit 1998 vergeben wird.
Liste der Gewinner:
| Jahr | Schauspieler/in | Film                   |
| ---- | --------------- | ---------------------- |
| 1998 | Kajol           | Gupt: The Hidden Truth |
| 1999 | Ashutosh Rana   | Dushman                |
| 2000 | Ashutosh Rana   | Sangharsh              |
| 2001 | Sushant Singh   | Jungle                 |
| 2002 | Manoj Bajpai    | Road                   |
| 2003 | Ajay Devgan     | Deewangee              |
| 2004 | Rahul Dev       | Footpath               |
| 2005 | John Abraham    | Dhoom                  |
| 2006 | Nana Patekar    | Apaharan               |
| 2007 | Saif Ali Khan   | Omkara                 |
| 2008 | Arjun Rampal    | Om Shanti Om           |